# 正元曆
《正元曆》是中国古代曆法。
唐朝《宝应五紀曆》在唐德宗时，气朔加时稍后于天象，推测星度和《大衍曆》差率很大。司天徐承嗣和夏官杨景风在唐德宗的命令下，以《麟德曆》、《大衍曆》为基础，制定新历法。上元七曜，起赤道虚四度。建中四年（783年），颁布《建中正元曆》，演纪上元甲子，距建中五年甲子，岁积402900算，通法1095。《建中正元曆》一直用到唐宪宗元和元年（806年），《元和觀象曆》施行。